# 24 Kanal
24 Kanal (ukrainisch 24 канал) ist der erste ukrainische 24-Stunden-Nachrichtensender.

## Programm
Der Kanal präsentiert viele Sendungen verschiedenster Themen: Nachrichten aus Wirtschaft, Sport, Showbusiness, Technologie, Autos, Tourismus, Informations- und Analysesendungen, Talkshows, Bildungs- und Unterhaltungsprogramme. Außerdem erhält der Zuschauer Informationen über das Wetter und Wechselkurse.
24 Kanal ist außerdem seit dem Krieg in der Ukraine Mitglied des Telemarathons Die vereinten Nachrichten.

## 24 Kanal Website
Die Nachrichtenseite des Senders wurde im Oktober 2008 gestartet. Chefredakteurin der Seite ist Anastasia Zazulyak. Die Website wird regelmäßig in die Top-5 der beliebtesten Informationsportale der Ukraine sowie in die Top-20 der meistbesuchten in der Ukraine aufgenommen.
Seit Sommer 2010 arbeitet die Website Football 24 auf der Grundlage der offiziellen Website des Senders, die Fußballnachrichten aus der Ukraine, England, Spanien, Italien, Deutschland und internationalen europäischen Turnieren verfolgt.